# Dusičnan thallitý
Dusičnan thallitý je anorganická sloučenina thallia s chemickým vzorcem Tl(NO3)3.Obvykle se vyskytuje jako trihydrát. Je to bezbarvá a vysoce toxická pevná látka. Jedná se o silné oxidační činidlo používané v organické syntéze.

## Výroba
Dusičnan thallitý můžeme získat reakcí oxidu thallitého s kyselinou dusičnou při 80 °C,
{\displaystyle {\ce {Tl2O3\ + 6HNO3 -> 2Tl(NO3)3\ + 3H2O}}}
rozpouštěním thallia v koncentrované horké kyselině dusičné,
{\displaystyle {\ce {Tl\ +6HNO3->Tl(NO3)3\ +3NO2\uparrow +3H2O}}}
sulfidu thallného v koncentrované horké kyselině dusičné:
{\displaystyle {\ce {Tl2S\ +18HNO3->2Tl(NO3)3\ +12NO2\uparrow +H2SO4\ +8H2O}}}
nebo oxidací dusičnanu thallného v kyselině dusičné:
{\displaystyle {\ce {\mathsf {TlNO_{3}\ +4HNO_{3}->Tl(NO_{3})_{3}\ +2NO_{2}\uparrow +2H_{2}O}}}}

## Vlastnosti

### Fyzikální vlastnosti
Dusičnan thallitý tvoří bezbarvé krystaly. Z vodných roztoků se uvolňuje ve formě pevného bezbarvého krystalického hydrátu {\displaystyle {\ce {Tl(NO3)3.3H2O}}} s hustotou 1,4 g/cm3, který taje při teplotě 102 °C. Zahříváním trihydrátu dusičnanu thallitého získáme oxid thallitý.

### Chemické vlastnosti
Při zahřátí se krystalický hydrát rozkládá:
{\displaystyle {\ce {4Tl(NO3)3\cdot 3H2O\ \xrightarrow {300^{o}C} \ 2Tl2O3\ +12NO2\ +3O2\ +12H2O}}}
Ve zředěných vodných roztocích je plně hydrolyzován:
{\displaystyle {\ce {2Tl(NO3)3\ +3H2O->Tl2O3\downarrow +6HNO3}}}
Rozkládá se zásadami:
{\displaystyle {\ce {2Tl(NO3)3\ +6NaOH->Tl2O3\downarrow +6NaNO3\ +3H2O}}}
Vykazuje oxidační vlastnosti:
{\displaystyle {\ce {Tl(NO3)3\ +3HCl->TlCl\downarrow +Cl2\uparrow +3HNO3}}}
{\displaystyle {\ce {2Tl(NO3)3\ +3H2S->Tl2S\downarrow +2S\downarrow +6HNO3}}}

## Využití
Dusičnan thallitý lze použít jako činidlo pro rychlou oxidaci derivátů styrenu na karbonylové sloučeniny.